# Moktar Ould Daddah
Moktar Ould Daddah (Boutilimit 25 december 1924 - Parijs 14 oktober 2003) was de eerste president van Mauritanië (1960-1978).
Hij was afkomstig uit een invloedrijke familie van maraboeten uit de stad Boutilimit. Hij ontving onderwijs aan traditionele islamitische scholen voordat hij als vertaler in dienst trad van de koloniale overheid van Frans-West-Afrika. Nadien studeerde hij rechten in Parijs. Hij was de eerste Mauritaniër met een westerse universitaire graad. Hij vestigde zich als advocaat in Dakar, Senegal en keerde eind jaren '50 naar Mauritanië terug waar hij de leiding van de Mauritaanse Progressieve Unie op zich nam. In 1957 werd hij premier van het Franse overzeese gebiedsdeel Mauritanië. In 1959 richtte hij een eigen partij op, de Mauritaanse Hergroeperingspartij, die bij de verkiezingen voor de Nationale Vergadering alle zetels wist te veroveren (1959). Vanwege zijn op consensus tussen de verschillende bevolkingsgroepen (witte- en zwarte moren, zwarte Afrikanen) werd hij door de Fransen begunstigd. Op 28 november 1960 werd Mauritanië een zelfstandig land met Moktar Ould Daddah als eerste president. In 1961 werd hij door de bevolking gekozen tot president.

## Biografie
In 1961 deed hij vier politieke partijen, waaronder zijn eigen Hergroeperingspartij fuseren tot de Mauritaanse Volkspartij (PPM) die de enige toegestane partij van het land werd. De PPM streefde naar Arabische eenwording en islamitisch socialisme. Ould Daddah was een autocratisch heerser die alle oppositie tegen zijn regime verbood. In 1966, 1971 en 1976 werd hij - als enige toegestane kandidaat - als president herkozen. Mede door investeringen van Frankrijk en de Volksrepubliek China slaagde het regime erin een bescheiden voortgang te maken in de economische ontwikkeling van het land. Begin jaren '70 werd een deel van de particuliere sector genationaliseerd. Slavernij, nog een groot probleem in Mauritanië, wist hij echter niet uit te roeien. De president was weliswaar tegenstander van slavernij, maar ging ervan uit dat deze praktijk langzaam maar zeker zou verdwijnen.
Na de onafhankelijkheid van Mauritanië streefde Ould Daddah naar nauwe betrekkingen met Frankrijk. Dat land werd de voornaamste financier van het land. Later kwam daar ook de Volksrepubliek China bij. Met Marokko was de verhouding aanvankelijk gespannen omdat zowel Marokko als Mauritanië aanspraken maakten op de Westelijke Sahara (op dat moment nog een Spaanse kolonie). Pas in 1969 erkende Marokko de onafhankelijkheid van Mauritanië. In de jaren '70 verbeterden de betrekkingen tussen de beide landen echter aanmerkelijk, sloten Ould Daddah en koning Hassan II van Marokko vriendschap. In 1974 werd het Verdrag van Madrid gesloten, waarbij de Westelijke Sahara werd opgedeeld in een Marokkaans en Mauritaans deel. De strijders van POLISARIO begonnen een lange guerrillastrijd tegen Marokko en Mauritanië, die voor Mauritanië catastrofaal verliep.
De dramatische oorlog tegen POLISARIO was een zware aanslag op de toch al wankele economie van het land. Vanwege de hongersnood als gevolg van de droogte in de Sahel had Ould Daddah zijn laatste krediet verspild bij de bevolking. In 1976 slaagden strijders van POLISARIO er in om de hoofdstad Nouakchott binnen te dringen. Vanwege deze vernedering werd de positie van het leger op het landsbestuur vergroot. Ontevreden over het verloop van de oorlog, pleegden militairen op 10 juli 1978 een staatsgreep waarbij Ould Daddah werd afgezet. Na een gevangenschap van ongeveer een jaar, stond de nieuwe militaire regering van Mauritanië het hem toe om zich in Frankrijk te vestigen. In dat land richtte hij de Alliantie voor een Democratisch Mauritanië (1979) die zich verzette tegen de opeenvolgende (militaire) regeringen in Mauritanië.
In 2001 bezocht hij Mauritanië voor de eerste keer in meer dan twintig jaar. Na een slopende ziekte overleed Moktar Ould Daddah op 14 oktober 2003 in Parijs. Zijn lichaam werd naar Mauritanië overgevlogen waar hij werd begraven. Zijn memoires werden in het jaar van zijn dood uitgegeven onder de titel La Mauritanie contre vents et marées.
Zijn jongere halfbroer, Ahmed Ould Daddah (*1942), deed in 1991, 2003 2007 mee aan de presidentsverkiezingen, maar werd niet gekozen.

## Verwijzingen
1. ↑  Of: Mokhtar
2. 1 2  The Independent: Mokhtar Ould Daddah: First President of Mauritania - 18 oktober 2003
3. ↑  Onder de naam Islamitische Republiek Mauritanië
4. ↑  Red. Winkler Prins: Winkler Prins Encyclopedisch Jaarboek 1972, Elsevier A'dam / Brussel 1972, p. 226
5. ↑  Borgen Magazine: Mauritania to Pass Harsher Anti-Slavery Laws - 9 september 2015
6. ↑  Ibidem
7. ↑  Red. Winkler Prins: Winkler Prins Encyclopedisch Jaarboek 1979, Elsevier A'dam / Brussel 1979, p. 183
8. ↑  BBC News: Mauritania lays president to rest - 18 oktober 2003. Gearchiveerd op 7 oktober 2023.